# Statius Sebosus
Statius Sebosus war ein antiker römischer Geograph, dessen Schriften bis auf wenige Auszüge in der Naturalis historia von Plinius dem Älteren verloren sind. Er lebte zwischen dem frühen 1. Jahrhundert v. Chr. und der Zeit des Plinius, der ihn als Gewährsmann für die Distanz von Meroe zur Mittelmeerküste nennt, ferner für die Entfernung der Hesperiden-Inseln und der Fortunaten (Kanarische Inseln) und zuletzt für ein Ganges-Ungeheuer. Daraus lässt sich ablesen, dass Statius Sebosus sich mit Gegenden an der Peripherie der bekannten Welt befasste. Der genaue Inhalt seines Werks ist nicht bekannt, das Plinius vielleicht nicht direkt benutzte, sondern durch Exzerpte bei einem früheren Autoren wie Varro.